# Прикордонні війська КДБ СРСР
Прикордонні війська КДБ СРСР — рід військ, що існував у 1918—1991 роках і був призначений для охорони та захисту водних та сухопутних кордонів Союзу Радянських Соціалістичних Республік, попередження та припинення посягань на суверенітет і територіальну цілісність СРСР , а також для недопущення втечі з СРСР.
Структурно війська входили до складу КДБ СРСР.

## Історія
Створено при Головне управління прикордонної охорони 30 березня 1918 року при Наркоматі фінансів. 
У 1919 році Прикордонна охорона передана Наркомату торгівлі і промисловості. 
З липня 1934 року керівництво прикордонними військами здійснювало Головне управління прикордонної та внутрішньої охорони НКВС СРСР.
У 1937-1939 роках — Головне управління прикордонних і внутрішніх військ НКВС СРСР.
З лютого 1939 року - Головне управління прикордонних військ НКВС СРСР. 
У 1946 році прикордонні війська були передані у відання новоствореного Міністерства державної безпеки СРСР. 
З 1953 року в складі МВС СРСР. 
У 1957 році в складі КДБ СРСР було створено Головне управління прикордонних військ (ГУ ПВ КДБ СРСР).

## Командувачі прикордонних військ
- 1918-1919 — Шамшев Сергій Григорович, (Головне управління прикордонних військ (ГУПВ));
- 1919-1920 — Степанов В. А., (Управління прикордонного нагляду);
- 1920-1921 — Менжинський В'ячеслав Рудольфович, (Особливого відділу ВЧК (охорона кордону));
- 1922-1923 — Артузов Артур Християнович, (Відділ прикордонних військ, Відділ прикордонної охорони (ВПО));
- 1923-1925 — Ольський Ян Калікстович, (ВПО);
- 1925-1929 — Кацнельсон Зіновій Борисович, (Головне управління прикордонної охорони (ГУПО));
- 1929 — Вележев Сергій Георгійович, (ГУПО);
- 1929-1931 — Воронцов Іван Олександрович, (ГУПО);
- 1931-1933 — Бистрих Микола Михайлович, (ГУПО);
- 1933-1937 — Фріновський Михайло Петрович, (ГУПО) (з 1934 року прикордонної та внутрішньої (ГУПіВО)) НКВД СРСР ;
- 1937-1938 — Кручинкін Микола Кузьмич, (ГУПіВО);
- 1938-1939 — Ковальов Олександр Антонович, Головне управління прикордонних і внутрішніх військ (ГУПВВ);
- 1939-1941 — Соколов Григорій Григорович, генерал-лейтенант (ГУПВВ);
- 1942-1952 — Стаханов Микола Павлович, генерал-лейтенант (ГУПВВ);
- 1952-1956 — Зирянов Павло Іванович, генерал-лейтенант (ГУПВВ);
- 1956-1957 — Строкач Тимофій Амвросійович, генерал-лейтенант (ГУПВВ);
- 1957-1972 — Зирянов Павло Іванович, генерал-полковник (ГУПВ);
- 1972-1989 — Матросов Вадим Олександрович, генерал армії (ГУПВ);
- 1989-1992 — Калиниченко Ілля Якович, генерал-полковник (ГУПВ).

## Чисельність прикордонних військ
- до 1957 — 71 882
- квітень 1957 року — 125 490
- січень 1960 року — 141 490
- лютий 1960 року — 89 500
- вересень 1961 року — 91 800
- серпень 1991 року — 220 000